# 三谷村 (福島県)
三谷村（みたにむら）は福島県大沼郡にあった村。現在の三島町の南半にあたる。

## 地理
- 山：高陣山、洞巌山、高森山、赤松山、俎倉山、前坪山、志津倉山、岩淵山
- 河川：只見川、大谷川

## 歴史
- 1889年（明治22年）4月1日 - 町村制の施行により、大谷村、浅岐村、間方村の区域をもって発足。
- 1942年（昭和17年）4月1日 - 西川村・原谷村と合併して宮下村が発足。同日三谷村廃止。